# Tephrosia sessiliflora
Tephrosia sessiliflora är en ärtväxtart som först beskrevs av Jean Louis Marie Poiret, och fick sitt nu gällande namn av Emil Hassler. Tephrosia sessiliflora ingår i släktet Tephrosia och familjen ärtväxter. Inga underarter finns listade i Catalogue of Life.